# Rifte
Em geologia, rifte (do inglês rift: 'fenda', 'falha'; 'fratura', 'abertura') corresponde a uma estrutura resultante do afinamento e ruptura da crosta do planeta, em razão de forças distensionais atuantes na superfície. Tais forças atuam basicamente em sentidos opostos, provocando então essas rupturas. O afastamento causado pelo estágio de rifte é bem evidenciado por subsidências do terreno (que dão origem a grabens e horsts). São falhas normais e costumam ocorrer em junções tríplices de aproximadamente 120°. Atividades vulcânicas também podem ser resultantes de fraqueza estrutural da crosta e do alto fluxo de calor decorrente do processo de rifteamento.

## Origem
Os principais elementos causadores do início da ruptura e separação das porções de terra, são:
- os hotspots (“pontos quentes” localizados abaixo da litosfera e resultantes da ação das plumas mantélicas), que causam o afinamento da crosta até que ela comece a sofrer subsidência e inicie o seu processo de rompimento;
- as correntes de convecção, que, através dos movimentos de ascensão do magma no interior do planeta, são responsáveis pelo afastamento das porções de terra, desde o início do rifteamento até a separação total dos continentes.[1]

Há também a possibilidade da ocorrência de riftes abortados, que correspondem basicamente a riftes que iniciaram o processo de ruptura e separação das porções de um terreno, mas que por algum motivo não teve sequência. Esse tipo de rifte também é chamado de aulacógeno.

## Fases do rifte (evolução da bacia rifte)
Do início da ruptura da crosta, passando pelo começo da abertura de um oceano até a separação total dos continentes, há um longo caminho que pode levar milhões de anos para ser percorrido, sempre dependendo das condições físicas da região em que ocorre o rifte.
Tudo se começa com o soerguimento dos flancos do rift que acontece devido ao alto fluxo de calor regional proveniente das plumas mantélicas. Devido a extensão da crosta, as falhas começam a surgir, delimitando o rifte e criando vales que acabam sendo preenchidos por sedimentos provenientes dos flancos do rifte.
Com a continuidade da extensão crustal e o consequente afastamento das porções de terra, se inicia a formação de lagos e sistemas fluviais que alimentam esses lagos no interior dos vales formados pelo rifte. É comum que nessa fase também tenha a ocorrência de vulcanismo na região, com a presença de vulcões que propiciam derrames magmáticos.
Após isso, se tem a fase de transição entre ambiente continental e ambiente marinho, chamada de Estágio Proto-Oceânico. Nesse ponto já ocorreu a ruptura continental da crosta e o oceano começa a invadir esporadicamente o espaço criado pelo rifte, formando ambientes de lagos com água salgada, propício para a formação de evaporitos. Quando um magma basáltico ascende à superfície, formando uma nova crosta oceânica entre as duas metades do rifte, a bacia formada é conhecida como calha proto-oceânica, iniciando o estágio de margem passiva. A fase em que se inicia a formação de uma bacia marinha também é conhecida como pós-rifte.

### Margem passiva
As margens passivas resultam da separação e deriva dos continentes, com a formação de uma abertura oceânica em riftes oceânicos evoluídos. Esse estágio é também conhecido como fase drifte.
A evolução das margens passivas dão origem a bacias oceânicas. Essas bacias crescem através da expansão do assoalho oceânico, a partir de novos magmas derramados nas dorsais meso-oceânicas.

## Exemplos de riftes no Brasil
A costa brasileira, de norte a sul, é resultado de uma separação continental, que se iniciou através de um rifte. Há mais de 130 milhões de anos, o continente sul-americano era ligado ao continente africano, formando o supercontinente Gondwana. Por volta de 130 a 120 milhões de anos, se iniciou o processo de separação desse supercontinente, que resultou na configuração geográfica atual dos continentes como conhecemos hoje. Até chegar no estágio de margem passiva atual, os continentes sul-americano e africano passaram por todas essas fases descritas acima: rifte, pós-rifte e drifte.
No Brasil, as bacias do tipo rifte são importantes na exploração de petróleo. A grande maioria do petróleo extraído no país é proveniente desse tipo de bacia, que se desenvolveu posteriormente para bacias de margem passiva.

## Exemplos de riftes no Mundo

### Vale do Rifte Africano e Mar Vermelho
Atualmente é possível observar em nosso planeta um grande rifte, localizado a leste do continente africano, conhecido como “Grande Vale do Rifte”. O vale do rifte africano, com as rupturas que abrigam o Mar Vermelho e o Golfo de Adem formam uma junção tríplice de aproximadamente 120º, característico do rifteamento. Os dois segmentos que abrigam o Mar Vermelho e o Golfo do Adem estão em estágios mais avançados, em que o oceano já começou a invadir o vale formado pelo rifte. Já o vale do rifte africano está na fase de expansão crustal, e atualmente apresenta lagos e vulcões em seu interior.

Junção tríplice entre o Vale do Rifte Africano, o Mar Vermelho e o Golfo de Adem.

A expectativa é que daqui a alguns milhões de anos o leste da África se separe do resto do continente. A velocidade de separação do leste africano está por volta de 2,5 a 5 cm por ano.

### Zona de Rifte de Baikal
A Zona de Rifte de Baikal se localiza na região sudeste da Rússia, próximo da Mongólia. Essa zona consiste em uma bacia de falha, que contém cerca de 6 km de sedimentos. Além disso, possui um domo elevado com altura de cerca de 2 a 3 km, podendo ser dividido em domo Baikal que está a nordeste, com 800 km de comprimento e 400 km de largura; e em domo de East Sayan a noroeste, com 600 km de comprimento e 300 km de largura.

### Sistema de Rifte do Oeste da Antártida
O Sistema de Rifte do Oeste da Antártida é um dos maiores, porém menos conhecidos sistemas de rifte do mundo. Se estende por uma área de mais de 3000 km de comprimento e 750 km de largura, que está em uma área amplamente coberta por gelo. Esse Sistema de Rifte só foi observado através de métodos geofísicos empregados no continente.
A atividade de extensão do rifte, é evidenciada por atividade vulcânica e rápida evolução das ombreiras do rifte e se deu por volta de há 35 milhões de anos. Porém, o início do rifte se deu há mais tempo, há cerca de 60 milhões de anos.

### Rifte Rio Grande
Se localiza no oeste dos Estados Unidos, mais especificamente na região de cordilheiras do oeste norte-americano. O terreno sofreu afinamento e extensão da crosta há mais de 30 milhões de anos. Atualmente, a configuração extensional do rifte corresponde a limites transformantes, que ocasiona em deslizamentos laterais das bordas do rifte.

### Rifte do Golfo de Corinto
Localiza-se ao sul da Grécia e corresponde a uma bacia sedimentar extensional ativa que iniciou sua deformação há cerca de 5 milhões de anos. O Golfo possui cerca de 100 km de comprimento e 30 km de largura. Atualmente, o rifte de Corinto está se abrindo de maneira contínua, em uma taxa de aproximadamente 10 a 15 mm por ano e se distanciando da placa tectônica Euroasiática.